# Чаплін-Великий
Чаплін-Великий (пол. Czaplin Wielki, нім. Gross Zapplin) — село в Польщі, у гміні Карниці Ґрифицького повіту Західнопоморського воєводства.
Населення — 101 особа (2011).
У 1975-1998 роках село належало до Щецинського воєводства.

## Демографія
Демографічна структура станом на 31 березня 2011 року:
|          | Загалом | Допрацездатний вік | Працездатний вік | Постпрацездатний вік |
| -------- | ------- | ------------------ | ---------------- | -------------------- |
| Чоловіки | 45      | 13                 | 27               | 5                    |
| Жінки    | 56      | 15                 | 28               | 13                   |
| Разом    | 101     | 28                 | 55               | 18                   |